# Pterois radiata
Pterois radiata Cuvier, 1829 è un pesce d'acqua salata appartenente alla famiglia Scorpaenidae.

## Descrizione
La forma è tipica del genere Pterois: testa relativamente piccola e appuntita, con lunghe escrescenze carnose sopra gli occhi sporgenti e ai lati della bocca. Profilo dorsale arcuato, ventre meno pronunciato. Il corpo si restringe verso il peduncolo caudale, che precede una coda piuttosto larga, tondeggiante.
I primi 12-13 raggi della pinna dorsale e di quella anale, molto allungati, sono in realtà aculei veleniferi, ben eretti dal pesce quando è in situazione di pericolo. I raggi allungati delle pinne pettorali sono aculei pieni, non velenosi.
La livrea è interessante: il muso è rosa chiaro, così come la radice della pinna caudale. Da metà testa il corpo diventa rosso scuro, a chiazze anche bruno. Strisce bianche filiformi irregolari scendono verticalmente dal profilo dorsale, e due strisce orizzontali delimitano un bordo dentro i confini del peduncolo caudale. Gli aculei, veleniferi e pieni, sono bianchi, uniti da tessuto rosso scuro. Le pinne ventrali, la coda e le parti terminali della dorsale e dell'anale presentano raggi rossastri e tessuto trasparente.
Raggiunge una lunghezza di 26 cm.

## Biologia

Una visione dall'alto dei numerosi aculei di P. radiata

Come tutte le altre specie del genere Pterois, anche P. radiata possiede aculei velenosi sulla pinna dorsale e sulle pettorali.
Il primo e più importante trattamento dopo un'accidentale puntura è l'immersione della parte colpita in acqua calda (circa 45 °C), perché riduce il dolore inattivando la tossina, che è termolabile.

## Distribuzione e habitat
Questa specie è diffusa nelle barriere coralline del Mar Rosso e dell'Indo-Pacifico.

## Acquariofilia
Nonostante la pericolosità e la puntura dolorosa, questa specie è piuttosto ambita dagli acquariofili specializzati in acquari marini.